# Seznam zápasů německé fotbalové reprezentace na MS
Německá fotbalová reprezentace byla celkem 20x na mistrovstvích světa ve fotbale a to v roce 1934, 1938, 1954, 1958, 1962, 1966, 1970, 1974, 1978, 1982, 1986, 1990, 1994, 1998, 2002, 2006, 2010, 2014, 2018, 2022.
- Aktualizace po zápase proti Japonsku na MS 2022 - Počet utkání - 112 - Vítězství - 72x - Remízy - 17x - Prohry - 23x

| Číslo | Soupeř         | Výsledek               | MS      | Fáze turnaje             | Góly Německa |
| ----- | -------------- | ---------------------- | ------- | ------------------------ | --- |
| 1.    | Belgie         | 5 – 2                  | MS 1934 | první kolo               | Stanislaus Kobierski, Oto Siffling, Edmund Conen (3) |
| 2.    | Švédsko        | 2 – 1                  | MS 1934 | čtvrtfinále              | Karl Hohmann (2) |
| 3.    | Československo | 1 – 3                  | MS 1934 | semifinále               | Rudolf Noack |
| 4.    | Rakousko       | 3 – 2                  | MS 1934 | o 3. místo               | Ernst Lehner (2),Edmund Conen |
| 5.    | Švýcarsko      | 1 – 1 (PP)             | MS 1938 | první kolo               | Josef Gauchel |
| 6.    | Švýcarsko      | 2 – 4                  | MS 1938 | opakovaný zápas          | Wilhelm Hahnemann, Ernst Lörtscher (vlastní SUI) |
| 7.    | Turecko        | 4 – 1                  | MS 1954 | základní supina B        | Hans Schäfer, Bernhard Klodt, Ottmar Walter, Max Morlock                                                                                                |
| 8.    | Maďarsko       | 3 – 8                  | MS 1954 | základní supina B        | Alfred Pfaff, Helmut Rahn, Richard Herrmann |
| 9.    | Turecko        | 7 – 2                  | MS 1954 | Dodatečný zápas o postup | Ottmar Walter, Hans Schäfer (2), Max Morlock (3), Fritz Walter                                                                                          |
| 10.   | Jugoslávie     | 2 – 0                  | MS 1954 | čtvrtfinále              | Ivan Horvat (vlastní YUG), Helmut Rahn |
| 11.   | Rakousko       | 6 – 1                  | MS 1954 | semifinále               | Hans Schäfer, Max Morlock, Fritz Walter (2x penalta), Ottmar Walter (2)                                                                                 |
| 12.   | Maďarsko       | 3 – 2                  | MS 1954 | finále                   | Max Morlock, Helmut Rahn (2) |
| 13.   | Argentina      | 3 – 1                  | MS 1958 | základní supina A        | Helmut Rahn (2), Uwe Seeler |
| 14.   | Československo | 2 – 2                  | MS 1958 | základní supina A        | Hans Schäfer, Helmut Rahn |
| 15.   | Severní Irsko  | 2 – 2                  | MS 1958 | základní supina A        | Helmut Rahn, Uwe Seeler |
| 16.   | Jugoslávie     | 1 – 0                  | MS 1958 | čtvrtfinále              | Helmut Rahn |
| 17.   | Švédsko        | 1 – 3                  | MS 1958 | semifinále               | Hans Schäfer |
| 18.   | Francie        | 3 – 6                  | MS 1958 | o 3. místo               | Hans Cieslarczyk, Helmut Rahn, Hans Schäfer |
| 19.   | Itálie         | 0 – 0                  | MS 1962 | základní supina B        | Ne |
| 20.   | Švýcarsko      | 2 – 1                  | MS 1962 | základní supina B        | Albert Brülls, Uwe Seeler |
| 21.   | Chile          | 2 – 0                  | MS 1962 | základní supina B        | Horst Szymaniak, Uwe Seeler |
| 22.   | Jugoslávie     | 0 – 1                  | MS 1962 | čtvrtfinále              | Ne |
| 23.   | Švýcarsko      | 5 – 0                  | MS 1966 | základní supina B        | Sigfried Held, Helmut Haller (1 + 1 penalta), Franz Beckenbauer (2)                                                                                     |
| 24.   | Argentina      | 0 – 0                  | MS 1966 | základní supina B        | Ne |
| 25.   | Španělsko      | 2 – 1                  | MS 1966 | základní supina B        | Lothar Emmerich, Uwe Seeler |
| 26.   | Uruguay        | 4 – 0                  | MS 1966 | čtvrtfinále              | Helmut Haller (2), Franz Beckenbauer, Uwe Seeler |
| 27.   | Sovětský svaz  | 2 – 1                  | MS 1966 | semifinále               | Helmut Haller, Franz Beckenbauer |
| 28.   | Anglie         | 2 – 4 (PP)             | MS 1966 | finále                   | Helmut Haller, Wolfgang Weber |
| 29.   | Maroko         | 2 – 1                  | MS 1970 | základní supina D        | Uwe Seeler, Gerd Müller |
| 30.   | Bulharsko      | 5 – 2                  | MS 1970 | základní supina D        | Reinhard Libuda, Gerd Müller (2 + 1 penalta), Uwe Seeler                                                                                                |
| 31.   | Peru           | 3 – 1                  | MS 1970 | základní supina D        | Gerd Müller (3) |
| 32.   | Anglie         | 3 – 2 (PP)             | MS 1970 | čtvrtfinále              | Franz Beckenbauer, Uwe Seeler, Gerd Müller |
| 33.   | Itálie         | 3 – 4 (PP)             | MS 1970 | semifinále               | Karl-Heinz Schnellinger, Gerd Müller (2) |
| 34.   | Uruguay        | 1 – 0                  | MS 1970 | o 3. místo               | Wolfgang Overath |
| 35.   | Chile          | 1 – 0                  | MS 1974 | základní supina 1        | Paul Breitner |
| 36.   | Austrálie      | 3 – 0                  | MS 1974 | základní supina 1        | Wolfgang Overath, Bernhard Cullmann, Gerd Müller |
| 37.   | NDR            | 0 – 1                  | MS 1974 | základní supina 1        | Ne |
| 38.   | Jugoslávie     | 2 – 0                  | MS 1974 | sem. fáze sup. B         | Paul Breitner, Gerd Müller |
| 39.   | Švédsko        | 4 – 2                  | MS 1974 | sem. fáze sup. B         | Wolfgang Overath, Rainer Bonhof, Jürgen Grabowski, Uli Hoeneß (penalta)                                                                                 |
| 40.   | Polsko         | 1 – 0                  | MS 1974 | sem. fáze sup. B         | Gerd Müller |
| 41.   | Nizozemsko     | 2 – 1                  | MS 1974 | finále                   | Paul Breitner (penalta), Gerd Müller |
| 42.   | Polsko         | 0 – 0                  | MS 1978 | základní supina 2        | Ne |
| 43.   | Mexiko         | 6 – 0                  | MS 1978 | základní supina 2        | Dieter Müller, Hansi Müller, Karl-Heinz Rummenigge (2), Heinz Flohe (2)                                                                                 |
| 44.   | Tunisko        | 0 – 0                  | MS 1978 | základní supina 2        | Ne |
| 45.   | Itálie         | 0 – 0                  | MS 1978 | sem. fáze sup. A         | Ne |
| 46.   | Nizozemsko     | 2 – 2                  | MS 1978 | sem. fáze sup. A         | Rüdiger Abramczik, Dieter Müller |
| 47.   | Rakousko       | 2 – 3                  | MS 1978 | sem. fáze sup. A         | Karl-Heinz Rummenigge, Bernd Hölzenbein |
| 48.   | Alžírsko       | 1 – 2                  | MS 1982 | základní supina 2        | Karl-Heinz Rummenigge |
| 49.   | Chile          | 4 – 1                  | MS 1982 | základní supina 2        | Karl-Heinz Rummenigge (3), Uwe Reinders |
| 50.   | Rakousko       | 1 – 0                  | MS 1982 | základní supina 2        | Horst Hrubesch |
| 51.   | Anglie         | 0 – 0                  | MS 1982 | 2 skup. fáze - skup. B   | Ne |
| 52.   | Španělsko      | 2 – 1                  | MS 1982 | 2 skup. fáze - skup. B   | Pierre Littbarski, Klaus Fischer |
| 53.   | Francie        | 3 – 3 (PP) (pen 5 - 4) | MS 1982 | semifinále               | Pierre Littbarski, Karl-Heinz Rummenigge, Klaus Fischer penalty: Manfred Kaltz, Paul Breitner, Pierre Littbarski, Karl-Heinz Rummenigge, Horst Hrubesch |
| 54.   | Itálie         | 1 – 3                  | MS 1982 | finále                   | Paul Breitner |
| 55.   | Uruguay        | 1 – 1                  | MS 1986 | základní supina E        | Klaus Allofs |
| 56.   | Skotsko        | 2 – 1                  | MS 1986 | základní supina E        | Rudi Völler, Klaus Allofs |
| 57.   | Dánsko         | 0 – 2                  | MS 1986 | základní supina E        | Ne |
| 58.   | Maroko         | 1 – 0                  | MS 1986 | osmifinále               | Lothar Matthäus |
| 59.   | Mexiko         | 0 – 0 (PP) (pen 4 - 1) | MS 1986 | čtvrtfinále              | penalty: Klaus Allofs, Andreas Brehme, Lothar Matthäus, Pierre Littbarski                                                                               |
| 60.   | Francie        | 2 – 0                  | MS 1986 | semifinále               | Andreas Brehme, Rudi Völler |
| 61.   | Argentina      | 2 – 3                  | MS 1986 | finále                   | Karl-Heinz Rummenigge, Rudi Völler |
| 62.   | Jugoslávie     | 4 – 1                  | MS 1990 | základní supina D        | Lothar Matthäus(2), Jürgen Klinsmann, Rudi Völler |
| 63.   | SAE            | 5 – 1                  | MS 1990 | základní supina D        | Rudi Völler (2), Jürgen Klinsmann, Lothar Matthäus, Uwe Bein                                                                                            |
| 64.   | Kolumbie       | 1 – 1                  | MS 1990 | základní supina D        | Pierre Littbarski |
| 65.   | Nizozemsko     | 2 – 1                  | MS 1990 | osmifinále               | Jürgen Klinsmann, Andreas Brehme |
| 66.   | Československo | 1 – 0                  | MS 1990 | čtvrtfinále              | Lothar Matthäus |
| 67.   | Anglie         | 1 – 1 (PP) (pen 4 - 3) | MS 1990 | semifinále               | Andreas Brehme penalty: Andreas Brehme, Lothar Matthäus, Karl-Heinz Riedle, Olaf Thon                                                                   |
| 68.   | Argentina      | 1 – 0                  | MS 1990 | finále                   | Andreas Brehme (penalta) |
| 69.   | Bolívie        | 1 – 0                  | MS 1994 | základní supina C        | Jürgen Klinsmann |
| 70.   | Španělsko      | 1 – 1                  | MS 1994 | základní supina C        | Jürgen Klinsmann |
| 71.   | Jižní Korea    | 3 – 2                  | MS 1994 | základní supina C        | Jürgen Klinsmann (2), Karl-Heinz Riedle |
| 72.   | Belgie         | 3 – 2                  | MS 1994 | osmifinále               | Rudi Völler (2), Jürgen Klinsmann |
| 73.   | Bulharsko      | 1 – 2                  | MS 1994 | čtvrtfinále              | Lothar Matthäus (penalta) |
| 74.   | USA            | 2 – 0                  | MS 1998 | základní supina F        | Andreas Möller, Jürgen Klinsmann |
| 75.   | Jugoslávie     | 2 – 2                  | MS 1998 | základní supina F        | Siniša Mihajlović (vlastní YUG), Oliver Bierhoff |
| 76.   | Írán           | 2 – 0                  | MS 1998 | základní supina F        | Oliver Bierhoff, Jürgen Klinsmann |
| 77.   | Mexiko         | 2 – 1                  | MS 1998 | osmifinále               | Jürgen Klinsmann, Oliver Bierhoff |
| 78.   | Chorvatsko     | 0 – 3                  | MS 1998 | čtvrtfinále              | Ne |
| 79.   | Saúdská Arábie | 8 – 0                  | MS 2002 | základní supina E        | Miroslav Klose (3), Michael Ballack, Carsten Jancker, Thomas Linke Oliver Bierhoff, Bernd Schneider                                                     |
| 80.   | Irsko          | 1 – 1                  | MS 2002 | základní supina E        | Miroslav Klose |
| 81.   | Kamerun        | 2 – 0                  | MS 2002 | základní supina E        | Marco Bode, Miroslav Klose |
| 82.   | Paraguay       | 1 – 0                  | MS 2002 | osmifinále               | Oliver Neuville |
| 83.   | USA            | 1 – 0                  | MS 2002 | čtvrtfinále              | Michael Ballack |
| 84.   | Jižní Korea    | 1 – 0                  | MS 2002 | semifinále               | Michael Ballack |
| 85.   | Brazílie       | 0 – 2                  | MS 2002 | finále                   | Ne |
| 86.   | Kostarika      | 4 – 2                  | MS 2006 | základní supina A        | Philipp Lahm, Miroslav Klose (2), Torsten Frings |
| 87.   | Polsko         | 1 – 0                  | MS 2006 | základní supina A        | Oliver Neuville |
| 88.   | Ekvádor        | 3 – 0                  | MS 2006 | základní supina A        | Miroslav Klose (2), Lukas Podolski |
| 89.   | Švédsko        | 2 – 0                  | MS 2006 | osmifinále               | Lukas Podolski (2) |
| 90.   | Argentina      | 1 – 1 (PP) (pen 4 - 2) | MS 2006 | čtvrtfinále              | Miroslav Klose penalty: Oliver Neuville, Michael Ballack, Lukas Podolski, Tim Borowski                                                                  |
| 91.   | Itálie         | 0 – 2 (PP)             | MS 2006 | semifinále               | Ne |
| 92.   | Portugalsko    | 3 – 1                  | MS 2006 | o 3. místo               | Bastian Schweinsteiger (2), Petit (vlastní POR) |
| 93.   | Austrálie      | 4 – 0                  | MS 2010 | základní supina D        | Lukas Podolski, Miroslav Klose, Thomas Müller, Cacau |
| 94.   | Srbsko         | 0 – 1                  | MS 2010 | základní supina D        | Ne |
| 95.   | Ghana          | 1 – 0                  | MS 2010 | základní supina D        | Mesut Özil |
| 96.   | Anglie         | 4 – 1                  | MS 2010 | osmifinále               | Miroslav Klose, Lukas Podolski, Thomas Müller (2) |
| 97.   | Argentina      | 4 – 0                  | MS 2010 | čtvrtfinále              | Thomas Müller, Miroslav Klose (2), Arne Friedrich |
| 98.   | Španělsko      | 0 – 1                  | MS 2010 | semifinále               | Ne |
| 99.   | Uruguay        | 3 – 2                  | MS 2010 | o 3. místo               | Thomas Müller, Marcell Jansen, Sami Khedira |
| 100.  | Portugalsko    | 4 – 0                  | MS 2014 | základní skupina G       | Thomas Müller (2 + 1 penalta), Mats Hummels |
| 101.  | Ghana          | 2 – 2                  | MS 2014 | základní supina G        | Mario Götze, Miroslav Klose |
| 102.  | USA            | 1 – 0                  | MS 2014 | základní supina G        | Thomas Müller |
| 103.  | Alžírsko       | 2 – 1                  | MS 2014 | osmifinále               | André Schürrle, Mesut Özil |
| 104.  | Francie        | 1 – 0                  | MS 2014 | čtvrtfinále              | Mats Hummels |
| 105.  | Brazílie       | 7 – 1                  | MS 2014 | semifinále               | Thomas Müller, Miroslav Klose, 2x Toni Kroos, Sami Khedira, 2x André Schürrle                                                                           |
| 106.  | Argentina      | 1 – 0 (PP)             | MS 2014 | finále                   | Mario Götze |
| 107.  | Mexiko         | 0 – 1                  | MS 2018 | základní skupina F       | Ne |
| 108.  | Švédsko        | 2 – 1                  | MS 2018 | základní skupina F       | Marco Reus, Toni Kroos |
| 109.  | Jižní Korea    | 0 – 2                  | MS 2018 | základní skupina F       | Ne |
| 110.  | Japonsko       | 1 – 2                  | MS 2022 | základní skupina E       | İlkay Gündoğan (penalta) |
| 111.  | Španělsko      | 1 – 1                  | MS 2022 | základní skupina E       | Niclas Füllkrug |
| 112.  | Kostarika      | 4 – 2                  | MS 2022 | základní skupina E       | 2x Kai Havertz, Serge Gnabry, Niclas Füllkrug |